# Condado de Benewah
O Condado de Benewah é um dos 44 condados do Estado americano do Idaho. A sede do condado é St. Maries, que é também a sua maior cidade. O condado tem uma área de 2031 km² (dos quais 21 km² estão cobertos por água), uma população de 9171 habitantes, e uma densidade populacional de 4,6 hab/km² (segundo o censo nacional de 2000). O condado foi fundado em 1915 e o seu nome provém de um chefe da tribo nativa americana Coeur d'Alene.